# Селянкино (Челябинская область)
Селя́нкино — посёлок в Миасском городском округе Челябинской области России.

## География
Посёлок находится на берегу реки Селянка, на расстоянии 22 км к северо-востоку от города Миасс, административного центра округа.

### Часовой пояс
Посёлок Селянкино, как и вся Челябинская область, находится в часовой зоне МСК+2. Смещение применяемого времени относительно UTC составляет +5:00.

## Население
| 2002 | 2010 |
| ---- | ---- |
| 106  | ↗130 |

### Половой состав
По данным Всероссийской переписи, в 2010 году численность населения посёлка составляла 130 человек (69 мужчин и 61 женщина).

## Улицы
- ул. Дорожная,
- пер. Земляничный,
- ул. Ильменская,

| valign="top" |
- ул. Ленина,
- ул. Лесная,
- ул. Молодёжная[4].

|}